# Elizabeth Hoffman (Schauspielerin)

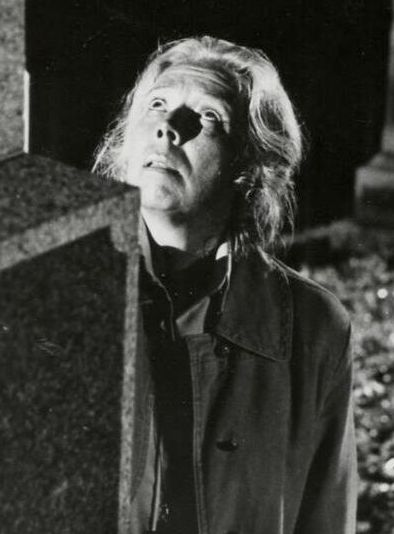
Elizabeth Hoffman (1981)

Elizabeth Hoffman (* 8. Februar 1926 in Corvallis, Oregon; † 21. August 2023 in Malibu, Kalifornien) war eine US-amerikanische Schauspielerin.

## Leben
Elizabeth Hoffman wirkte zu Beginn ihrer Karriere als Theaterschauspielerin und stand in kleineren Theatern im kalifornischen San Fernando Valley auf der Bühne. Ihre erste Rolle bei Film und Fernsehen übernahm sie erst im Alter von 54 Jahren, im Jahr 1980, als Gastdarstellerin in Unsere kleine Farm. 1983 übernahm sie in Herman Wouks international gefeierter Miniserie Der Feuersturm die Rolle der US-amerikanischen First Lady Eleanor Roosevelt, eine Rolle, die sie fünf Jahre später, 1988 in der Fortsetzung Feuersturm und Asche erneut verkörperte.
Nach weiteren Gastrollen, wie beispielsweise in Raumschiff Enterprise – Das nächste Jahrhundert oder Matlock übernahm sie 1991 die Rolle der Beatrice 'Bea' Reed Ventnor in der Fernsehserie Ein Strauß Töchter, in der sie bis 1997 in 127 Episoden ihre einzige Serienhauptrolle verkörperte. Zu einem ihrer bekanntesten Spielfilme zählte der Katastrophenfilm Dante’s Peak aus dem Jahr 1997, in dem sie an der Seite von Pierce Brosnan und Linda Hamilton zu sehen war. Danach spielte sie nur noch in zwei Folgen von Stargate – Kommando SG-1 mit. Ihr Schaffen für Film und Fernsehen umfasst zwei Dutzend Produktionen.
Elizabeth Hoffman starb im August 2023, im Alter von 97 Jahren im kalifornischen Malibu.

## Filmografie (Auswahl)
- 1983: Der Feuersturm (The Winds of War)
- 1988: Feuersturm und Asche (War and Remembrance)
- 1991–1997: Ein Strauß Töchter (Sisters, Fernsehserie)
- 1994: Am wilden Fluß (The River Wild)
- 1997: Dante’s Peak
- 1997–1998: Stargate – Kommando SG-1 (Fernsehserie, 2 Folgen)

## Einzelnachweis
1. ↑  Mike Barnes: Elizabeth Hoffman, the Mother Bea on ‘Sisters,’ Dies at 97. In: The Hollywood Reporter. 23. Oktober 2023, abgerufen am 23. Oktober 2023 (amerikanisches Englisch).

| Personendaten    | Personendaten                                    |
| ---------------- | ------------------------------------------------ |
| NAME             | Hoffman, Elizabeth                               |
| KURZBESCHREIBUNG | US-amerikanische Film- und Theaterschauspielerin |
| GEBURTSDATUM     | 8. Februar 1926                                  |
| GEBURTSORT       | Corvallis, Oregon                                |
| STERBEDATUM      | 21. August 2023                                  |
| STERBEORT        | Malibu, Kalifornien                              |